# Luồng mạt vụn núi lửa

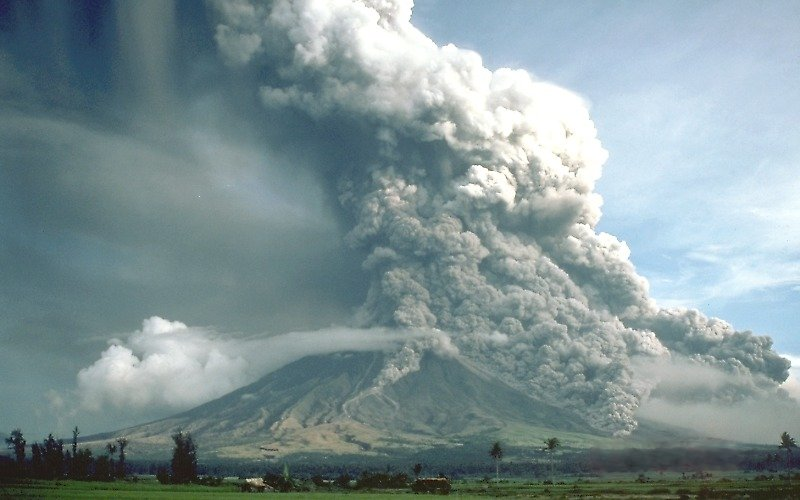
Luồng mạt vụn núi lửa của núi lửa Mayon ở nước Cộng hoà Philippines, năm 1984.

Luồng mạt vụn núi lửa (chữ Anh: Pyroclastic flow) là luồng khí hơi tốc độ cao lúc núi lửa phun bắn ra mà có mang giữ vật mạt vụn số lượng nhiều chưa qua phân tuyển. Hiện tượng biểu hiện là mây phát sáng, đặc điểm của nó là phát ra ánh sáng của sức nóng hừng hực và men theo dốc núi của núi lửa tràn ra ngoài áp sát mặt đất. Trong những vật mạt vụn này ở một khoảng thời gian lấy tro núi lửa làm chủ, thì gọi là luồng tro núi lửa; cũng có đem luồng tro núi lửa coi là từ ngữ đồng nghĩa của luồng mạt vụn núi lửa để mà sử dụng.
Luồng mạt vụn núi lửa là một hiện tượng bình thường nhưng mà có sẵn tính huỷ diệt cao nhất lúc núi lửa phun bắn ra. Là chất khí núi lửa, tro núi lửa và đá núi lửa nóng hừng hực mà di chuyển mau lẹ, có khả năng phun ra từ núi lửa hướng về bên ngoài với tốc độ 700 km/h. Chất khí thông thường ở nhiệt độ 800 °C - 1000 °C. Mạt vụn núi lửa thông thường men theo dốc đứng núi lửa chuyển động hướng về phía dưới, tốc độ được quyết định từ mật độ của nó, tốc độ phun bắn ra và độ nghiêng của dốc núi.

## Thích nghĩa
Luồng mạt vụn núi lửa là một thứ loại hình tai hoạ khá đặc thù lúc núi lửa phun bắn ra. Nó do chất khí núi lửa nóng hừng hực, đá núi lửa kiểu vừa và nhỏ và tro núi lửa hợp thành, phần nhiều xuất hiện ở quá trình núi lửa phun bắn ra lúc tầng sâu phát nổ, việc phát nổ gây ra số lượng nhiều vật chất tạo thành núi lửa phá vỡ hoặc dời đi, và lại sản sinh số lượng nhiều chất khí núi lửa, pha trộn cho nên thành một dòng nước lũ của đá nóng hừng hực với nhiệt độ cao và tốc độ cao mà có sẵn đặc trưng của chất lưu, men theo khối núi có độ dốc lớn mà chảy dốc xuống, sức phá hoại cực mạnh.

## Lịch sử phát hiện
Luồng mạt vụn núi lửa là thuật ngữ chuyên ngành núi lửa, tên chữ Anh của nó là Pyroclastic flow. Mỗi một đơn vị từ "pyroclastic" bắt nguồn ở chữ Hi Lạp πῦρ (pyro), nghĩa là lửa và κλαστός (klastos), nghĩa là khối vụn, dùng để miêu tả đá hoặc khối vụn mắc-ma được hình thành sau khi núi lửa phát nổ. Danh xưng luồng mạt vụn núi lửa mà phát sáng trong trời tối gọi là Mây phát sáng núi lửa (nuée ardente); chữ này dùng lần đầu tiên để miêu tả sự phun bắn của núi lửa Pelée.
Năm 1902, núi lửa Pelée ở đảo Martinique thuộc Pháp quốc, biển Caribê phun bắn ra, luồng mạt vụn núi lửa có nhiệt độ vướt quá 1.075 °C đã che trùm cả Saint-Pierre trong một phút đồng hồ, đốt cháy vật cháy được trong khoảng nháy mắt, dẫn đến hơn 30.000 người chết trong khoảng thời gian rất ngắn. Việc nghiên cứu núi lửa Pelée bạo phát, đánh dấu giai đoạn khởi đầu núi lửa học hiện đại, nhà khoa học nhân loại lần đầu tiên nhận biết được luồng mạt vụn núi lửa - một thứ hiện tượng tự nhiên. Antoine Lacroix là nhà địa chất học đầu tiên miêu tả hiện tượng luồng mạt vụn núi lửa.

## Ảnh hưởng
Thứ tai hoạ địa chất này phần nhiều do núi lửa chín muồi hoạt động mang tính chu kì hoặc ở vào trong đỉnh núi cao gây ra, thông thường không thể hình thành tai hoạ mà tro núi lửa ở phạm vi lớn lắng chìm xuống, cũng không thể có dung nham với số lượng nhiều phun ra mặt ngoài đất, phạm vi ảnh hưởng chỉ có giới hạn ở bên trong bồn địa khe núi chung quanh.

## Đặc điểm
Luồng mạt vụn núi lửa là vật hỗn hợp của chất khí và mạt vụn. Nó không phải là dòng nước, mà lại là một thứ luồng khí hơi mà xen lẫn mạt vụn nham thạch, có mật độ cao, nhiệt độ cao và tốc độ cao, thường hay áp sát mặt đất không ngừng rồi bao phủ và quét qua ngay. Nhiệt độ luồng mạt vụn núi lửa có thể đến 1.500 °F (816 °C), tốc độ có thể đến 100 - 150 dặm Anh mỗi giờ đồng hồ, nó có thể phá vỡ và thiêu huỷ bất luận mạng sống và của cải vật chất gì ở trên đường đi nó di chuyển qua. Nguyên nhân luồng mạt vụn núi lửa phát sinh là ở núi lửa phun bắn ra kiểu phát nổ hoặc sự sập lở của vòm gò dung nham.
Luồng mạt vụn núi lửa là một trong những sát thủ núi lửa chủ yếu, có sẵn tính phá hoại và tính trí mệnh cực lớn. Bởi vì tốc độ của nó rất lẹ cho nên rất khó tránh né. Năm 1902, núi lửa Pelée ở đảo Martinique thuộc Pháp quốc, quần đảo Tây Ấn Độ bạo phát, luồng mạt vụn núi lửa đã tập kích thành phố Saint-Pierre, khoảng chừng 30.000 người mất mạng sống.

## Nguyên nhân hình thành
- Sự tiêu hao và kiệt tận nguồn gốc cột phun trào của núi lửa kiểu Pliny phun bắn ra. Vật chất phun ra đã tăng thêm nhiệt không khí khắp chung quanh, vật hỗn hợp của nó vì nguyên do vận chuyển đối lưu mà lên đến tầng khí quyển cao rất nhiều kilômét. Song, nếu như luồng khí phun ra không thể tăng thêm nhiệt đầy đủ không khí khắp chung quanh, vận chuyển đối lưu sẽ không khả dĩ để mà đưa ra cung cấp động lực đủ làm cho núi lửa phun ra cột khói để vận tải lên trời cao, vật hỗn hợp của nó thì sẽ men theo dốc núi lửa lăn đi xuống thấp.
- Sự tiêu hao và kiệt tận nguồn gốc cột phun trào của núi lửa kiểu Vulcano phun bắn ra. Chất khí của núi lửa phun bắn ra hình thành vật chất hình dạng mây với vật phun khác đã tạo thành luồng mạt vụn núi lửa.
- Miệng núi lửa phun ra dung nham lúc đẩy khí ra thì hình thành đá túp dung kết. Cái này phát sinh vào khoảng thời gian núi lửa Novarupta bạo phát năm 1912.
- Sự đổ sập mang tính trọng lực của vòm gò dung nham. Loại đá có chứa silíc dioxide như đá hoa cương hình thành mắc-ma đặc và dính, xếp đống thành vòm gò dung nham không ổn định ở miệng núi lửa, lúc vòm gò sập lở liền sẽ sản sinh luồng mạt vụn núi lửa (ví như sự phun bắn ra vào năm 1997 của núi lửa Soufrière, làm cho chết 19 người).
- Núi lửa bên cạnh phun bắn ra, mau lẹ biến thành một luồng di chuyển theo trọng lực.

## Quy mô và hiệu quả

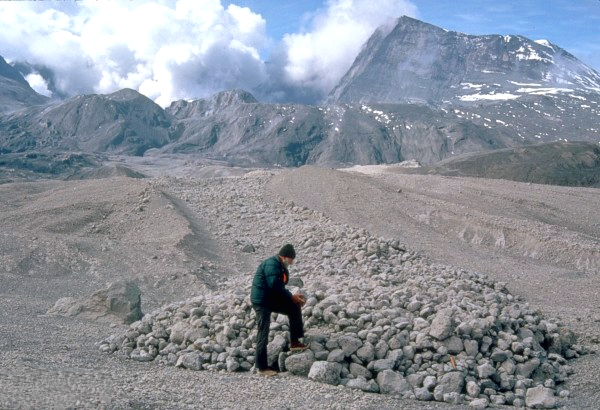
Một nhà khoa học kiểm tra đá bọt ở hiện trường luồng mạt vụn núi lửa mà núi lửa St. Helens phun bắn ra năm 1980.

Thể tích của luồng mạt vụn núi lửa từ mấy trăm mét khối đến vượt hơn 1.000 kilômét khối, dù cho sự kiện ở tiêu chuẩn này chưa phát sinh trong mấy trăm nghìn năm gần nhất. Luồng mạt vụn núi lửa phổ thông có 1 đến 10 kilômét khối, di chuyển qua vài kilômét. Luồng mạt vụn núi lửa bao gồm hai bộ phận: luồng tầng đáy áp sát đất chứa đựng sỏi núi lửa càng lớn càng không mịn và khối vụn đá, phần ở trên của nó đã trôi nổi thành ra mây khói cực nóng, bởi vì luồng mạt vụn núi lửa pha trộn và tăng thêm nhiệt với không khí khá lạnh chung quanh nên dẫn đến khuếch tán và đối lưu.
Động năng chạy vọt lên của sỏi núi lửa sẽ quét dẹp cây trồng và nhà ở ven đường. Chất khí khói bụi rất nhanh chóng và lại nóng như quay thịt sẽ gây chết tất cả sinh vật trong một cái chớp mắt.
Luồng mạt vụn núi lửa gặp đến mặt nước, trong đó sỏi núi lửa và khối vụn đá có trạng thái dày đặc sẽ rơi vào thực thể nước, làm tăng thêm nhiệt thực thể nước hình thành chất hơi với số lượng nhiều, khiến cho mây khói mà nhẹ thêm trong luồng mạt vụn núi lửa biến thành lớn mạnh, tuôn chảy càng xa thêm với tốc độ lẹ thêm. Luồng mạt vụn núi lửa do sự phun bắn ra của núi lửa Krakatau ở Indonesia vào năm 1883 hình thành đã đến đảo Sumatra vượt qua 48 kilômét mặt biển.
Luồng mạt vụn núi lửa gặp đến thực thể nước với số lượng nhiều sẽ hình thành dòng bùn núi lửa.
Khe mặt trăng ở mặt ngoài mặt trăng, được gọi là di tích của luồng mạt vụn núi lửa.

## Thí dụ thật tế
Vào 08 giờ rưỡi sáng ngày 18 tháng 05 năm 1980, núi lửa St. Helens ở bang Washington, Hoa Kỳ phát sinh phát nổ lớn, năng lượng cực kì to lớn mà khả dĩ hình thành động đất cấp 5,1 độ richter khiến cho khối núi của núi lửa đã lật hếch 400 mét so với mức mặt biển, sự sập lở của nham thạch đã hình thành luồng mạt vụn núi lửa cực kì to lớn ở một bên của nó, đã quét phủ gần 60 kilômét vuông ruộng đất, và lại dẫn đến 57 người mắc phải tai nạn.
Ngày 03 tháng 06 năm 1991, núi lửa Fugen trong quần thể núi lửa Unzen ở Nhật Bản phun bắn ra, đã hình thành một đợt tai hoạ luồng mạt vụn núi lửa cực kì to lớn, dẫn đến 43 người mắc phải tai nạn trong đó bao gồm ba người kí giả và hai người chuyên gia núi lửa.
Ngày 22 tháng 11 năm 1994, núi lửa Merapi ở nước Cộng hoà Indonesia phun bắn ra, hình thành một đợt luồng mạt vụn núi lửa điển hình, dẫn đến 64 người mắc phải tai nạn.